# Индира Ганди
Индира Пријадаршини Ганди (енгл. Indira Priyadarshini Gandhi, хинд. इन्दिरा प्रियदर्शिनी गान्धी; Алахабад, 19. новембар 1917 — Њеу Делхи, 31. октобар 1984) била је индијска политичарка и државница.
Она је трећи по реду премијер Индије, у два мандата: од 1966. године до 1977. године, па поново од 1980. године до 1984. године те једна од водећих личности Покрета несврстаних, као и једна од најистакнутијих политичких фигура друге половине двадесетог века чија је контроверзна политичка каријера завршила атентатом у 66. години живота, који су извели сикијски завереници. Индира Ганди важи за једну од најутицајнијих и најмоћнијих жена које су имале власт у светској историји. Била је прва и до сада једина жена Премијер у Индији. Била је и лидер Индијског националног конгреса.
Као премијерка, Ганди је била познат по својој политичкој непопустљивости и централизацији власти без преседана. Године 1967. предводила је војни сукоб са Кином у којем је Индија успешно одбила кинеске упаде на Хималајима. Године 1971. ушла је у рат са Пакистаном у знак подршке покрету за независност и рату за независност у Источном Пакистану, што је резултирало победом Индије и стварањем Бангладеша, као и повећањем утицаја Индије до тачке у којој је постала једина регионална моћ у Јужној Азији. Гандијева владавина је довела до тога да се Индија приближи Совјетском Савезу потписивањем уговора о пријатељству 1971. године, при чему је Индија добила војну, финансијску и дипломатску подршку од Совјетског Савеза током сукоба са Пакистаном исте године. Упркос томе што је Индија била на челу покрета несврстаних, Ганди је усмерила политику земље да Индију постане један од најближих савезника Совјетског Савеза у Азији, при чему су Индија и Совјетски Савез често подржавали једни друге у проки ратовима и у Уједињеним нацијама. Позивајући се на сепаратистичке тенденције и као одговор на позив на револуцију, Ганди је увела ванредно стање од 1975. до 1977. током којег су основне грађанске слободе суспендоване, а штампа цензурисана. У том периоду почињена су широко распрострањена зверства. Ганди се током свог трећег премијерског мандата суочила са растућим сепаратизмом Сика; као одговор, наредила је операцију Плава звезда, која је укључивала војну акцију у Златном храму и резултирала крвопролићем и стотинама убијених Сика. Дана 31. октобра 1984. године, убили су је њени телохранитељи, од којих су обојица били етнички Сики који су тражили одмазду за догађаје у храму.
Индира Ганди је упамћена као најмоћнија жена на свету током свог мандата. Њени подржаваоци истичу њено вођство током победа над геополитичким ривалима Кином и Пакистаном, Зелену револуцију, растућу економију раних 1980-их, и њену кампању против сиромаштва због које је постала позната као „Мајка Индира“ међу сиромашним и слојевима становнштва са села. Међутим, критичари примећују њену ауторитарну владавину Индијом током ванредног стања. Током 2020. године, магазин Time је Ганди прогласио међу 100 жена које су дефинисале прошли век као пандан претходним изборима часописа за човека године.Индира Ганди је 1999. године у онлајн анкети коју је организовао Би-Би-Си проглашена за „жену миленијума“. Године 2020, Ганди је магазин Тајм прогласио међу 100 моћних жена света које су дефинисале прошли век.

## Биографија
Индира Пријадаршини Нехру рођена је у кашмирској пандитској породици 19. новембра 1917. године у месту Алахабаду, као једино дете Камале Нехру и Џавахарлала Нехруа, касније првог индијског премијера и водеће фигуре у покрету за независност од британске владавине, и постао је први премијер Доминиона (а касније и Републике) Индије.  Била је једино дете (имала је млађег брата који је умро млад), и одрасла је са својом мајком Камалом Нехру у Ананд Бхавану, великом породичном имању у Алахабаду. Године 1930. породица Нехру поклонила је вилу Индијском националном конгресу и преименовала је у Сварај Бхаван (дословно пребивалиште слободе). У близини је изграђена нова вила која је служила као породична резиденција и добила име по старом Ананд Бхаван. Индира је имала усамљено и несрећно детињство. Њен отац је често био одсутан, управљао је политичким активностима или је био у затвору, док је њена мајка често била прикована за кревет због болести, а касније је рано умрла од туберкулозе. Имала је ограничен контакт са оцем, углавном путем писама.
Индиру су углавном подучавали приватни учитељи код куће, а школу је похађала повремено све до матуре 1934. године.
Дипломирала је на Универзитету Висва-Бхарати у Бенгалу, а такође је студирала и на универзитету у Оксфорду у Уједињеном Краљевству на департману за историју. Од ране младости активна је у омладинским, студентским и женским организацијама. Године 1938. придружила се Националној конгресној странци и постала активна у покрету за индијску независност.
Током боравка у Европи Идира је повремено била лошег здравственог стања и путовала је више пута у Швајцарску на опоравак, што је мало ометало њене студије. Када је избио Други светски рат успела је из Португала да пређе у Енглеску, одакле се вратила у Индију, због чега није завршила студије на Оксфорду, али јој је универзитет касније доделио почасну диплому.
Током боравка у Британији често је сретала свог будућег супруга којег је познавала из родног Алахабада и који је завршавао студије на Лондонској школи економије. Године 1942. са 25 година удала се за Фероза Гандија, париског новинара, који је такође био активни члан странке у венчали су се у Алахабаду и са њим је касније добила два сина Раџива и Санџаја. У браку су били 18 година, до 1960. године када је Фероза умро од срчаног удара. Убрзо након њиховог венчања Британци су ухапсили обоје по оптужби за противдржавну делатност, те су провели 13 месеци у затвору. Када је Индија стекла независност 1947. године и Нехру заузео премијерско место, Индира је постала његова службена домаћица. Нехру јој се често обраћао за савете по питању националних проблема, а она га је пратила и на путовањима у иностранство.
Године 1955. изабрана је у извршно тело Конгресне странке (Радни комитет), постајући тако самостална национална политичка фигура. Године 1959. постала је председник странке на период од годину дана, а те године је имала и значајну улогу у распуштању владе државног тела, владе Керале предвођене комунистима. Године 1962. за време Кинеско-индијског пограничног рата координирала је активности цивилне одбране. Након смрти њеног оца у мају 1964. Ганди је постала министар информација и портпарол у влади Лала Бахадура Шастрија, исте године је изабрана као члан горњег дома индијског парламента. Боравећи на тој дужности повећала је време емитовања радијског и телевизијског програма, омекшала цензуру и одобрила пројекат планирања породице преко телевизијских образовних емисија. Када је у јануару 1966. године Шастри изненада преминуо Индира га је, након кратког прелазног периода и избора, наследила на премијерском месту, а наредне године је изабрана на рок од пет година за премијерку у парламенту у којем је Конгресна странка имала већину. Прва већа Индирина акција након доласка на власт је било гушење побуне сепаратистичког националног фронта Мизо у индијској савезној држави Мизорам 1966. године. На изборима 1971. године била је челна особа странке и освојила на националним изборима убедљиву већину гласова фокусирајући се на смањење сиромаштва као главног циља кампање. Те године се Индија приближила Совјетском Савезу потписивањем уговора о пријатељству, услед чега је Индија добила војну, финансијску и дипломатску подршку током сукоба са Пакистаном. У наредним годинама, иако је Индија била на челу покрета несврстаних постала је један од најближих савезника Совјетског Савеза, при чему су се међусобно подржавали у ратовима и у Уједињеним нацијама. Године 1975. оптужена је за мањи изборни прекршај за време изборне кампање одржане 1971. године. Остајући неокаљана у тој афери, оптужила је део своје странке да је покушава уклонити са положаја, и уместо подношења оставке у држави прогласила 26. јуна 1975. године ванредно стање, све док индијски Врховни суд није одбацио оптужбе упућене против ње. Ванредно стање је било и одговор на сепаратистичке тенденције и као одговор на позив на револуцију коју је покренула опозиција. Након увођења ванредног стања већина опозиције која је учествовала у стварању немира. Полиција је добила овлашћење да уводи полицијски час и задржава грађане на неодређено време, а све публикације су биле подвргнуте значајној цензури од стране Министарства информисања и радиодифузије. За разлику од свог оца Нехруа, који је више волео да има посла са јаким главним министрима који контролишу своје законодавне странке и партијске организације држава, Индира је одлучила да смени сваког главног министра Конгреса који је имао независну базу и да сваког од њих замени министрима који су јој одани.
Неколико месеци након разбијања демонстрација још две савезне државе, Гуџарат и Тамил Наду су потпале под директну централну индијску власт предвођену владајућом Конгресном партијом.
Што је дуже боравила на власти, Индира је све више стварала полицијску, диктаторску државу, а многе аспекте јавног живота у Индији стављала под свој строги надзор, грађанске слободе су суспендоване, а штампа цензурисана. Многи су у тим њеним потезима видели утицај њеног политички неискусног млађег сина Санџаја, коме се Индира све више обраћала за помоћ. Надајући се како ће тако показати јавну подршку свом режиму, организовала је у марту 1977. године опште изборе. Међутим не само да након проглашавања изборних резултата Индира Ганди више није била премијерка, већ није изабрана ни за заступницу у индијски парламент, а Конгресна странка је доживела страшан пораз јер је становништво било против дугог ванредног стања и мањих права која је она наметнула.
Индира је погрешно проценила своју популарност читајући шта је о њој писала штампа која је била под великом цензуром, а и није мислила да затворене вође опозиције имају икакву популарност међу становништвом.
После понижавајућег пораза на изборима, краљ Непала је преко посредника понудио њој и њеној породици да се преселе на Непал. Она је одбила то, али је била отворена да пресели своја два сина Санџаја и Раџива Гандија. Међутим, након консултација, одбила је понуду у потпуности имајући у виду своју будућу политичку каријеру, коју би тим чином скроз угасила.
Након њене смене нови министар унутрашњих послова је наредио хапшење Индире и њеног сина Санџаја по више оптужница, а једна од тих је била и да су њих двоје планирали убиства опозиционих лидера у затвору током ванредног стања, али је стратегија министра имала катастрофалан резултат, поготово што су сви ти наводи и оптужбе, иако су једним делом били и реални, са друге стране били тешко доказиви на суду. Њено хапшење и дуготрајно суђење су изазвали симпатије код људи.
Нова Јаната коалиција је укључивала више странака које је мржња према диктаторском режиму Индире ујединила и то им је била једина заједничка ствар. Владајућа већина је укључивала десничарске хинду националисте, социјалисте, бивше чланове Конгресне партије, као и друге мањинске странке. Са тако мало заједничких циљева владајућа коалиција се била несложна и чести сукоби су доводили до стагнације и отежаног функционисања како коалиције, тако и саме државе, па је председник био принуђен да у августу 1979. године распусти парламент.
На изборима у мају 1980. године је Индира Ганди приредила спектакуларни повратак и оформила већинску владу. На њен повратак на власт је утицало и слабо и нестручно вођење државе од стране Јаната партије, прве неконгресне владе у историји независне Индије. Кад је Санџај погинуо у авионској несрећи исте године у јуну, почела је све више да се ослања на свог старијег сина Раџива Гандија, видевши у њему свог наследника, иако он није био много заинтересован за политику. Након синовљеве смрти Индира је национализовала Сахњајеву дуговима оптерећену компанију аутомобила Марути и кренула у потрагу за компанијама из ауто индустрије широм света како би нашла партнера за заједничка улагања. Касније је за партнера изабрана компанија Сузуки из Јапана, па су они партнерски 1984. године лансирали на тржиште први аутомобил индијске производње.
Дана 31. октобра 1984. године, пошто је угушила побуну Сика, смртно ју је ранио Сик који је био припадник гарде задужене за њену сигурност. На једном од предизборних скупова у источној држави Ориса, Индира Ганди је изјавила да би била спремна да умре служећи својој земљи. „Кад бих умрла у служби нације, била бих поносна на то. Свака кап моје крви, сигурна сам у то, допринеће расту ове нације, њеном израстању у снажну и динамичну нацију.“ Након овог атентата, Раџив Ганди је вршио дужност премијера све до 1989. године и био је шести премијер те земље. Он је убијен у јеку предизборне трке у Мадрасу 21. маја 1991. године.
Током њене власти Индија је водила ратове мањег обима са Кином и касније Пакистаном.

### Индијски ратови са Кином и Пакистаном
1967. године избио је краћи војни сукоб дуж хималајске границе краљрвине Сиким, тадашњег индијског протектората са Кином. Тада је Кина покушала да окупира овај индијски протекторат, али је Индија успела да одбије кинеске нападе и приморала их на повлачење из региона. 1975. године је након референдума на основу већине гласова изгласано да се протекторат Сиким прикључи Индији.
У међувремену пре припајања протектората Сиким 1971. године је дошло и до сукоба са Пакистаном. Тад се Индија умешала у намери да заштити цивилно становништво које се у Источном Пакистану побунило против ауторитарне владавине и централизације од стране Западног Пакистана. Пре него што се Индија укључила у сукоб, пакистанска влада је, као одговор на побуну починила геноцид над бенгалским хиндусима. Тад је Индирина влада почела да подржава бенгалске побуњенике обезбеђивањем војне помоћи, а касније су се индијскеснаге више пута сукобиле са пакистанским на источној граници. Касније су индијске снаге заједно са побуњеницима извеле напад на пакистанске снаге, на територији Пакистана како би се зауставило прекогранично гранатирање побуњеничких територија. Тад је уведено и ванредно стање у Индији и индијске власти почињу да се припремају за потпуни рат. Индијски генерали су на источном фронту покренули низ брзих напада користећи механизоване и ваздушно десантне јединице што им је убрзо осигурало ваздушну надмоћ над регионом након чега је ослобођено више градова. 11. децембра 1971. године су индисјке снаге извеле највећу ваздушну операцију од Другог светског рата када се 750 падобранаца спустило на област Тангил и поразило пакистанске снаге у области и отвориле пут за несметано напредовање војске ка Даки, главном граду Источног Пакистана. Већ 12. децембра индијске снаге су стигле до предграђа Даке и почеле гранатирање града. Када је предаја постала очигледна опција пакистанске паравојне формације и полиција су пре предаје Даке изводиле акције киднаповања и убијања образованих Бенгалаца, као и сваког другог појединца за кога се мислило да можда може да води Бангладеш када се Пакистан преда кад је убијено преко 200 људи.
16. децембра пакистанске снаге су потписале предају и предале град без отпора. Тада се 93.000 припадника војске и паравојних формација предало индијским властима након чега је Индијска војска морала да формира људски штит да би одбранила ратне заробљенике од локалног становништва које је хтело да их линчује у знак освете за сав претрпљени терор.
Након победе над Пакистаном, Индира је поздрављена од стране народа, као и индијских опозиционих лидера.

### Операција Плава звезда
После избора 1977. године коалиција Сика је дошла на власт у северној индијској држави Панџаб. Како би ослабили утицај те коалиције и добили подршку међу групи Сика Индирина Конгресна партија је помогла ортодоксном верском вођи Џарнаилу да се истакне и пробије у политичком животу Панџаба. Убрзо након тога је Џарнаилова верска организација сукобила са другом верском сектом, а он је оптужен за подстицање убиства Јагата Нараина, власника новинског листа из Пенџаба кога су убиле Џарнаилове присталице. Након његовог хапшења он се придружио опозиционој страни, истој оној коју је његова појава на политичкој сцени требала да подели и ослаби.
У јулу 1982. Џарнаил је почео да води кампању за примену Резолуције из Амандпура, која је захтевала већу аутономију за државу са већинском Сика популацијом. Индијске власти и Конгресна партија су хапсили Сике и Џарнаилове следбенике који су пропагирали Резолуцију, због чега су се неки од њих окренули милитантним методама како би се одбранили.
Отприлике 200 следбеника се наоружало и уселило у једну резиденцију у близини Златног храма, а комплекс је већ следеће године постао упориште за многе милитанте. 23. априла 1983. године заменик генералног инспектора полиције Панџаба је убијен док је излазио из храма. Тада почињу преговори између милитаната и индијских власти, а после неколико неуспелих преговора, у јуну 1984. године Индира је наредила индијској војсци да уђе у Златни храм како би уклонио Џарнаила и његове присталице из комплекса. Војска је користила тешку артиљерију, укључујући и тенкове у акцији коју су назвали Операција Плава звезда приликом које су тешко оштетили или уништили делове храма укључујући и светилиште и библиотеку Сика. Приликом те интервенције је страдало доста милитаната, али и неких ходочасника. Тачан број страдалих је држан у тајности и никад није објављен, па процене варирају од неколико стотина до неколико хиљада.
Након ове акције опозиција је оптужила Индиру и њену странку да је напад изведен у политичке сврхе како би себе представила као хероја на општим изборима планираним за крај 1984. године. Разне организације и групе Сика широм света су осудиле акције индијских власти и војске, а дошло је и до побуне војника у оквиру индијске војске који су пореклом били Сики.

## Атентат
31. октобра 1984. године у 9:29 ујутру у башти Индирине резиденције у Њу Делхију двојица њених телохранитеља који су били сики убијају премијерку из њихових службеног оружја у знак освете због операције Плава звезда и смрти већег броја својих сународника и рушења светилишта што је повредило верска осећања сика. До пуцњаве је дошло док је пролазила поред капије коју су чувала двојица мушкараца. Они су испалили већи број метака у њеном правцу и убили је, након чега су бацили оружје и предали се. Остатак обезбеђења их хапси и убијају једног од њих двојице, а други је касније осуђен на смрт вешањем.
Индира је пребачена у медицински институт где је оперисана, али је проглашена мртвом у 14. 20 часова.
Аутопсијом је утврђено да су нападачи пуцајући из аутоматског оружја и из пиштоља испалили у њу 31 метак, од којих ју је 30 погодило. 23 зрна су прошла кроз њено тело, а 7 остало у телу.
Вест о њеној смрти је објављена тек у вечерњим вестима истог дана.
Индира је кремирана у складу са хиндуистичком традицијом 3. новембра, а сахрана је уживо емитована на домаћим и страним телевизијама.
Њена смрт је изазвала жаљење широм света. Светски лидери осудили су атентат и рекли да ће њена смрт оставити велику празнину у међународним пословима. У Москви је совјетски председник Константин Черненко упутио саучешће у коме је навео: „Совјетски народ је са болом и тугом сазнао за прерану смрт у зликовском убиству славне кћери великог индијског народа, ватреног борца за мир и безбедност народа и великог пријатељ Совјетског Савеза“. Председник Роналд Реган, заједно са државним секретаром Џорџом Шулцом, посетио је индијску амбасаду да се упише у књигу саучешћа и изразио је „шок, одбојност и тугу“ због убиства. 42. потпредседник Сједињених Држава Волтер Мондејл назвао је Гандијеву „великим вођом велике демократије“ и осудио „овај шокантни чин насиља“. Азијски, афрички и европски лидери оплакивали су Гандија јер је велики шампион демократије и лидер Покрета несврстаних изразио своју најдубљу тугу и назвао убиство терористичким чином. Јужнокорејски председник Чун Ду Хван рекао је да Гандијева смрт значи „губитак великог лидера за цео свет“. Убиство су осудили југословенски председник Веселин Ђурановић, пакистански председник Мохамед Зиа ул-Хак, председник Италије Сандро Пертини, папа Јован Павле II у Ватикану, француски председник Франсоа Митеран. У Уједињеним нацијама, Генерална скупштина је застала у свом раду док су шокирани делегати оплакивали смрт. Председник Скупштине Пол Лусака из Замбије одложио је заказану дебату и на брзину организовао меморијални састанак.
Након њене смрти политичка структура се знатно променила, а Раџив је неколико сати након њене смрти наследио мајку на премијерској позицији, а одмах су избили и немири усмерени против припадника сика који су трајали неколико дана где је убијено око 8.000 сика широм Индије, а многи политички лидери из владајуће коалиције су чак и подстицали народ који је кренуо у прогон сика.

## Спољни послови
Ганди је остала упамћена по њеној способности да ефикасно промовише мере индијске спољне политике.

### Јужна Азија
Почетком 1971. године, спорни избори у Пакистану довели су до тога да источни Пакистан прогласи независност као Бангладеш. Репресија и насиље пакистанске војске довели су до тога да је 10 милиона избеглица прешло границу са Индијом током наредних месеци. Коначно, у децембру 1971, Ганди је директно интервенисала у сукобу да би ослободио Бангладеш. Индија је изашла као победник након рата са Пакистаном и постала доминантна сила Јужне Азије. Индија је потписала споразум са Совјетским Савезом који је обећао међусобну помоћ у случају рата, док је Пакистан добио активну подршку од Сједињених Држава током сукоба. Амерички председник Ричард Никсон није волео Индиру Ганди и називао ју је „кучком“ и „паметном лијом“ у својој приватној комуникацији са државним секретаром Хенријем Кисинџером. Никсон је касније писао о рату: „[Ганди] је насамарила [Америку]. … ова жена нас је излудила.“ Односи са САД су постали динстанциранији како је Ганди развијала ближе везе са Совјетским Савезом након рата. Овај други је нарастао и постао највећи трговински партнер Индије и њен највећи снабдевач оружјем током већег дела Гандијевог премијерског мандата. Нова хегемонистичка позиција Индије, како је артикулисана у „доктрини Индира“, довела је до покушаја да се хималајске државе доведу под индијску сферу утицаја. Непал и Бутан остали су у складу са Индијом, док је 1975. године, након година кампање, Сиким гласао за придруживање Индији на референдуму.
Индија је одржавала блиске везе са суседним Бангладешом (бивши Источни Пакистан) након Ослободилачког рата. Премијер Шеик Муџибур Рахман признао је Гандијев допринос независности Бангладеша. Међутим, проиндијска политика Муџибура Рахмана изазвала је антагонизам код многих у бангладешкој политици и војсци, која је страховала да је Бангладеш постао држава клијент Индије. Убиство Муџибура Рахмана 1975. довело је до успостављања исламистичких војних режима који су настојали да удаље земљу од Индије. Гандијев однос са војним режимима био је затегнут због њене наводне подршке антиисламистичким левичарским герилским снагама у Бангладешу. Међутим, генерално гледано, дошло је до приближавања између Гандијеве и бангладешких режима, иако су питања као што су гранични спорови и брана Фарака остала иритантна за билатералне везе. Влада Бангладеша је 2011. године постхумно доделила своју највишу државну награду за недржављане Бангладеша за слободу за њен „изузетан допринос“ у успостављањз независности земље.
Њен приступ решавању етничких проблема Шри Ланке у почетку је био сусретљив. Била је у срдачним односима са премијером Сиримавом Бандаранаикеом. Индија је 1974. године уступила малено острвце Катцхатхееву Шри Ланки како би спасила социјалистичку владу Бандаранаике од политичке катастрофе. Међутим, односи су се погоршали због покрета Шри Ланке од социјализма под ЈР Јаиеварденеом, којег је Ганди презирао као „западну марионету“. Индија је под Гандијевом наводно подржавала милитанте Тамилске тигорове (LTTE) 1980-их како би извршила притисак на Џајевардена да се придржава индијских интереса. Ипак, Ганди је одбила захтеве да изврши инвазију на Шри Ланку након Црног јула 1983. године, антитамилског погрома који су извршиле сингалске мафије. Ганди је дала изјаву у којој је истакла да се залаже за територијални интегритет Шри Ланке, иако је навела и да Индија не може „остати неми посматрач било какве неправде учињене тамилској заједници“.
Односи Индије са Пакистаном остали су напети након споразума у Шимли 1972. Гандијево одобрење за детонацију нуклеарног уређаја у Покхрану 1974. пакистански лидер Зулфикар Али Буто је сматрао покушајем да застраши Пакистан да прихвати индијску хегемонију на потконтиненту. Међутим, у мају 1976, Ганди и Буто су се сложили да поново отворе дипломатске установе и нормализују односе. Након доласка на власт генерала Мухамеда Зиа-ул-Хака у Пакистану 1978. године, односи Индије са њеним суседом достигли су најнижи ниво. Ганди је оптужила генерала Зију да подржава халистанске милитанте у Пенџабу. Војни сукоби су поново почели 1984. након што је Гандхи одобрио операцију Мегдут. Индија је победила у сукобу у Сиачену против Пакистана.
Како би задржала Совјетски Савез и Сједињене Америчке Државе подаље од Јужне Азије, Ганди је била кључан фактор у успостављању Јужноазијске асоцијације за регионалну сарадњу (SAARC) 1983.

### Средњи Исток
Гандијева је осталка непоколебљива присталица Палестинаца у арапско-израелском сукобу и била је критична према блискоисточној дипломатији коју су спонзорисале Сједињене Државе. На Израел се гледало као на верску државу, а самим тим и на аналогију индијском најбитнијем Пакистану. Индијске дипломате су се надале да ће добити подршку Арапа у супротстављању Пакистану у Кашмиру. Ипак, Ганди је дозволила развој тајног канала за контакт и безбедносну помоћ са Израелом касних 1960-их. Њен поручник, Нарасима Рао, касније је постао премијер и одобрио пуне дипломатске везе са Израелом 1992.
Индијска проарапска политика имала је различит успех. Успостављање блиских веза са социјалистичким и секуларним батистичким режимима донекле је неутралисало пакистанску пропаганду против Индије. Међутим, Индо-пакистански рат 1971. представљао је дилему за арапске и муслиманске државе на Блиском истоку, јер су рат водиле две државе које су биле пријатељске према Арапима. Прогресивни арапски режими у Египту, Сирији и Алжиру су одлучили да остану неутрални, док су конзервативне проамеричке арапске монархије у Јордану, Саудијској Арабији, Кувајту и Уједињеним Арапским Емиратима отворено подржавале Пакистан. Став Египта наишао је на ужаснутост Индијанаца, који су очекивали блиску сарадњу са батистичким режимима. Али, Насерова смрт 1970. и Садатово растуће пријатељство са Ријадом, и његове све веће разлике са Москвом, ограничиле су Египат на политику неутралности. Гандијеве увертира Муамеру Гадафију су одбијене. Либија се усагласила са арапским монархијама у веровању да је Гандијева интервенција у источном Пакистану напад на ислам.
Рат из 1971. постао је привремени камен спотицања у тада растућим индоиранским везама. Иако је Иран раније окарактерисао индо-пакистански рат 1965. године као индијску агресију, шах је 1969. године покренуо напоре на зближавању са Индијом као део својих напора да обезбеди подршку за већу иранску улогу у Персијском заливу. Гандијев окрет ка Москви и њено распарчавање Пакистана шах је схватио као део веће антииранске завере која укључује Индију, Ирак и Совјетски Савез. Ипак, Иран се одупрео пакистанском притиску да активира Багдадски пакт и увуче Организацију централног уговора (CENTO) у сукоб. Постепено, индијско и иранско разочарање својим регионалним савезницима довело је до обнове партнерства између нација. Ганди је била незадовољна недостатком подршке арапских савезника Индије током рата са Пакистаном, док је шах био забринут због растућег пријатељства између Пакистана и арапских држава Персијског залива, посебно Саудијске Арабије, и све већег утицаја ислама у пакистанском друштву. Током 1970-их година дошло је до повећања индијске економске и војне сарадње са Ираном. Индијско-ирански споразум из 1974. довео је до тога да Иран испоручује скоро 75 одсто индијских потреба за сировом нафтом. Ганди је ценила шахово занемаривање панисламизма у дипломатији.

### Азија-Пацифик
Један од главних догађаја у југоисточној Азији током Гандијевог премијерског мандата било је формирање Асоцијације нација југоисточне Азије (ASEAN) 1967. године. Односи између ASEAN-а и Индије били су међусобно антагонистички. Индија је сматрала да је ASEAN повезан са Организацијом споразума Југоисточне Азије (SEATO) и, стога, на њу се гледало као на проамеричку организацију. Са своје стране, земље ASEAN-а биле су незадовољне Гандијевим симпатијама према Вијетконгу и јаким везама Индије са СССР-ом. Штавише, они су такође били страхови у региону због Гандијевих планова, посебно након што је Индија одиграла велику улогу у разбијању Пакистана и омогућила појаву Бангладеша као суверене земље 1971. године. Улазак Индије у клуб за нуклеарно оружје 1974. такође је допринео тензијама у југоисточној Азији. Односи су тек почели да се побољшавају након Гандијевог прихватања декларације ЗОПФАН и распада SEATO алијансе након пакистанских и америчких пораза у региону. Ипак, Гандијеви блиски односи са уједињеним Вијетнамом и њена одлука да призна владу Камбоџе коју је инсталирао Вијетнам 1980. значили су да Индија и ASEAN нису били у стању да развију одрживо партнерство.
Септембра 1981. Ганди је добила почасни докторат на Универзитету Јужног Пацифика на Фиџију.

### Африка
Иако се на независну Индију у почетку гледало као на шампиона промовисања различитих афричких покрета за независност, њен срдачан однос са Комонвелтом нацијаа и њени либерални погледи на британску политику у источној Африци наштетили су њеном имиџу као чврстог присталица различитих покрета за независност у трећем свету. Индијска осуда милитантних борби у Кенији и Алжиру била је у оштрој супротности са Кином, која је подржавала оружану борбу за освајање афричке независности. Након што је достигла високу дипломатску тачку након Нехруове улоге у Суецкој кризи, изолација Индије од Африке била је скоро потпуна када су је само четири нације — Етиопија, Кенија, Нигерија и Либија — подржале током кинеско-индијског рата 1962. године. Након што је Ганди постала премијер, проширени су дипломатски и економски односи са државама које су биле на страни Индије током кинеско-индијског рата. Ганди је започела преговоре са кенијском владом о успостављању Афричко-индијске развојне сарадње. Индијска влада је такође почела да разматра могућност довођења Индијанаца насељених у Африку у оквиру својих политичких циљева како би помогла у опоравку свог опадајућег геостратешког утицаја. Ганди је прогласила људе индијског порекла настањене у Африци као „амбасадоре Индије“. Напори да се у азијској заједници придруже индијској дипломатији, међутим, пропали су, делом због неспремности Индијаца да остану у политички несигурном окружењу, као и због егзодуса афричких Индијаца у Британију са одласком имиграната из Комонвелта, по Закону из 1968. У Уганди је заједница афричких Индијаца претрпела прогон и на крају протеривање под влашћу Идија Амина.
Успеси спољне и унутрашње политике 1970-их омогућили су Гандију да поново изгради имиџ Индије у очима афричких држава. Победа над Пакистаном и поседовање нуклеарног оружја Индије показали су степен напретка Индије. Штавише, закључивање индо-совјетског споразума 1971. године и претећи гестови Сједињених Држава да пошаљу своју нуклеарну оперативну групу 74 у Бенгалски залив на врхунцу кризе у Источном Пакистану омогућили су Индији да поврати -империјалистичка слика. Ганди је чврсто повезала индијске антиимперијалистичке интересе у Африци са интересима Совјетског Савеза. За разлику од Нехруа, она је отворено и са ентузијазмом подржавала ослободилачке борбе у Африци. У исто време, кинески утицај у Африци је опао због непрекидних свађа са Совјетским Савезом. Овај развој догађаја трајно је зауставио пад Индије у Африци и помогао да се поново успостави њено геостратешко присуство.

### Комонвелт
Комонвелт је добровољно удружење углавном бивших британских колонија. Индија је одржавала срдачне односе са већином чланова током Гандијевог времена на власти. Током 1980-их, она је, заједно са канадским премијером Пјером Трудоом, председником Замбије Кенетом Каундом, аустралијским премијером Малколмом Фрејзером и премијером Сингапура Ли Гуангјао, сматрана је једним од стубова Комонвелта. Индија под Гандијевом је такође била домаћин самита шефова влада Комонвелта 1983. у Њу Делхију. Ганди је користила ове састанке као форум да изврши притисак на земље чланице да прекину економске, спортске и културне везе са апартхејдом у Јужној Африци.

### Покрет несврстаних
Почетком 1980-их под Гандијем, Индија је покушала да поново потврди своју истакнуту улогу у Покрету несврстаних, фокусирајући се на однос између разоружања и економског развоја. Осврћући се на економске проблеме земаља у развоју, Ганди и њени наследници су извршили умерени утицај на покрет несврстаних, одвраћајући га од неких хладноратовских питања која су пореметила контроверзни састанак у Хавани 1979. где је кубански лидер Фидел Кастро покушао да управља кретање ка Совјетском Савезу. Иако је домаћинство самита у Делхију 1983. ојачало индијски престиж унутар покрета, његови блиски односи са Совјетским Савезом и просовјетски ставови о Авганистану и Камбоџи ограничили су његов утицај.

### Западна Европа
Она је провела низ година у Европи током младости и тамо је стекла многа пријатељства. Током свог премијерског мандата склопила је пријатељства са многим лидерима као што су канцелар Западне Немачке, Вили Брант и аустријски канцелар Бруно Крајски. Такође је имала близак радни однос са многим британским лидерима, укључујући конзервативне премијере, Едварда Хита и Маргарет Тачер.

### Совјетски Савез и земље источног блока
Однос између Индије и Совјетског Савеза продубљен је током Гандијеве власти. Главни разлог за то је била политика САД и Кине, ривала СССР-а, према Пакистану. Подршка Совјета у снабдевању оружјем и коришћење опције вета у Уједињеним нацијама помогли су у победи и учвршћивању победе над Пакистаном у ослободилачком рату Бангладеша 1971. године. Пре рата, Ганди је потписао уговор о пријатељству са Совјетима. Они су били незадовољни нуклеарним тестом из 1974. који је извела Индија, али нису подржали даљу акцију због хладног рата са Сједињеним Државама који је уследио. Ганди је била незадовољна совјетском инвазијом на Авганистан, али су је још једном калкулације које су укључивале односе са Пакистаном и Кином спречиле да оштро критикује Совјетски Савез. Совјети су постали главни добављач оружја током Гандијевих година и нудили су јефтине кредите и трансакције у рупијама, а не у доларима. Лаки трговински послови односили су се и на невојну робу. Под Гандијевом, почетком 1980-их, Совјети су постали највећи трговински партнер Индије.

#### Совјетска обавештајна служба у Индији
Совјетска обавештајна служба била је активна у Индији током администрације Индире Ганди, понекад о Гандијевом трошку. У уводу у операцију Плава звезда, до 1981. године, Совјети су покренули операцију Контакт, која је била заснована на фалсификованом документу који наводно садржи детаље о оружју и новцу које је ИСИ дао милитантима Сика који су желели да створе независну земљу. У новембру 1982, Јуриј Андропов, генерални секретар Комунистичке партије и лидер Совјетског Савеза, одобрио је предлог за фалсификовање пакистанских обавештајних докумената у којима се детаљно наводе планови ИСИ за подстицање верских немира у Панџабу и промовисање стварања Калистана као независне државе Сика. Одлука Индире Ганди да премести трупе у Панџаб била је заснована на томе што је озбиљно схватила информације које су дали Совјети у вези са тајном подршком америчке обавештајне службе Сикима.
Према архиви Митрохин, Совјети су користили новог регрута у резиденцији у Њу Делхију, лице по имену „Агент С“, који је био близак Индири Ганди и деловао је као главни канал за пружање дезинформација Гандијеовој. Агент С је Индири Ганди доставио лажне документе који наводно показују умешаност Пакистана у заверу Халистан. КГБ је постао уверен да може да настави да обмањује Индиру Ганди у недоглед измишљеним извештајима о ЦИА и пакистанским заверама против ње. Совјети су током посете Москви 1983. убедили Раџива Гандија да је ЦИА ангажована у субверзији у Пенџабу. Када се Раџив Ганди вратио у Индију, изјавио је да су такве тврдње истините. КГБ је одговоран за то што је Индира Ганди преувеличала претње које су представљале и ЦИА и Пакистан. Ову улогу КГБ-а у омогућавању Операције Плава звезда је признао Субраманијан Свами који је 1992. изјавио: „Операција Плава звезда из 1984. постала је неопходна због огромних дезинформација пласираних од стране КГБ-а, а које су поновљене у парламенту од стране Конгресне партије Индије.
Индији, виши лидер Индијске народне партије, Л. К. Адвани, затражио је од владе белу књигу о улози страних обавјештајних агенција и судску истрагу о тим оптужбама. Портпарол странке индијског конгреса назвао је књигу као „чисти сензационализам, ни издалека заснован на чињеницама или записима“ и истакао да књига није заснована на званичним подацима из Совјетског Савеза. Л. К. Адвани је подигао глас јер се у овој књизи пише о односима бивше премијерке Индире Ганди (кодно име ВАНО) са КГБ-ом. Направљена је алузија да је постојала директна веза КГБ-а са премијерком Индије Индиром Ганди (кодно имена Вано). „Речено је да се кофери пуни новчаница рутински носе у кућу премијерке. Бивши члан Синдиката С. К. Патил је наводно рекао да госпођа Ганди није ни вратила кофере“. Описано је и велико присуство у индијским медијима – „Према досијеима КГБ-а, до 1973. било је десет индијских новина на платном списку службе (који се не могу идентификовати из правних разлога), као и агенцију за штампу под својом контролом. Током 1972. КГБ је тврди да је подметнуо 3.789 чланака у индијске новине – вероватно више него у било којој другој земљи некомунистичког света. Према његовим досијеима, број је пао на 2.760 1973. али је порастао на 4.486 1974. и 5.510 1975. године. Према појединим изворима, у неким великим земљама НАТО-а, упркос кампањама активних мера, КГБ је успео да подметне нешто више од укупно 1 процента свих чланака које је објавио у индијској штампи.“

### САД
Када је Ганди дошла на власт 1966. године, Линдон Џонсон је био председник САД. У то време, Индија се ослањала на помоћ у храни од САД. Ганди је замерила што се америчка политика помоћи у храни користи као средство за приморавање Индије да усвоји политику коју фаворизују САД. Она је такође одлучно одбила да потпише Уговор о неширењу нуклеарног оружја (NPT). Односи са САД су били јако затегнути за време председника Ричарда Никсона и његовог фаворизовања Пакистана током ослободилачког рата у Бангладешу. Никсон је политички и лично презирао Гандија. Године 1981, Ганди се први пут сусрела са председником Роналдом Реганом на самиту Север-Југ који је одржан да би се разговарало о глобалном сиромаштву. Њу су председнику Регану описивали као огра, али он ју је сматрао шармантном и лаком за сарадњу и успоставили су блиски радни однос током њеног премијерског мандата 1980-их.

## Економска политика
Ганди је водила три петогодишња плана као премијер, од чега су два успела да испуне циљани раст.
Постоји значајна дебата да ли је Ганди била социјалиста из принципа или из политичке сврсисходности. Критичари су се фокусирали на контрадикције у еволуцији њеног става према комунизму. Ганди је била позната по свом антикомунистичком ставу 1950-их, а Мегхнад Десаи ју је чак описао као „пошаст [индијске] Комунистичке партије“. Ипак, касније је успоставила блиске односе са индијским комунистима чак и док је користила војску да разбије Наксалите. У том контексту, Ганди је оптужен да формулише популистичку политику која одговара њеним политичким потребама. Наизглед је била против богатих и крупних бизниса, док је очувала статус кво да би манипулисала подршком левице у временима политичке несигурности, као што је касних 1960-их. Иако је временом на Гандија почело да се гледа као на пошаст десничарских и реакционарних политичких елемената Индије, појавила се левичарска опозиција њеној политици. Већ 1969. критичари су је почели оптуживати за неискреност и макијавелизам. Новине Индијски Либертаријанац су писале: „Било би тешко наћи макијавелистичкијег левичара од госпође Индире Ганди … јер овде је Макијавели у свом најбољем издању у лику углађеног, шармантног и оштроумног политичара.“ Ј. Баркли Росер Млађи је написао да „неки чак виде и проглашење ванредног стања 1975. као потез да потиснути [левичарско] неслагање против Гандијеве промене политике удесно.“ Током 1980-их, Гандијева је оптужена за „издају социјализма“ након почетка Операције Напред, покушаја економске реформе. Ипак, други су били више уверени у Гандијеву искреност и оданост социјализму. Панкај Вохра је напоменуо да би „чак и критичари покојне премијерке признали да је током њеног мандата донесен максималан број закона од друштвеног значаја … [и да] она живи у срцима милиона Индијаца који су делили њену бригу за сиромашне и слабије делове и који су подржавали њену политику.“
Сумирајући биографска дела о Гандију, Блема С. Стајинберг закључује да је она била одлучно неидеолошка. Само 7,4% (24) од укупно 330 биографских извода поставља идеологију као разлог за њен избор политике. Стајнберг примећује да је Гандијево повезивање са социјализмом било површно. Имала је само општу и традиционалну приврженост идеологији кроз своје политичке и породичне везе. Ганди је лично имала нејасан концепт социјализма. У једном од раних интервјуа које је дала као премијерка, Ганди је размишљала: „Претпостављам да бисте ме могли назвати социјалистом, али разумете шта мислимо под тим термином … користили смо реч [социјализам] јер је била најближа ономе што смо желели да урадимо овде – а то је искорењивање сиромаштва. Можете то назвати социјализмом; али ако употребом те речи изазивамо контроверзу, не видим зашто бисмо је користили. Уопште не верујем у речи.“ Без обзира на дебату о њеној идеологији или њеном недостатку, Ганди остаје левичарска икона. Колумниста Хиндустан Тајмса Панкај Вохра описао ју је као „вероватно највећег масовног вођу прошлог века“. Слоган њене кампање, Гариби Хатао („Уклонимо сиромаштво“), постао је често коришћен мото Партије Индијског националног конгреса. За руралне и урбане сиромашне, недодирљиве, мањине и жене у Индији, Ганди је била „Индира Ама или Мајка Индира“.

### Зелена револуција и четврти петогодишњи план
Ганди је наследила слабу и проблематичну економију. Фискални проблеми повезани са ратом са Пакистаном 1965. године, заједно са кризом храе изазваном сушом која је изазвала глад, гурнули су Индију у најоштрију рецесију од стицања независности. Влада је одговорила тако што је предузела кораке ка либерализацији економије и пристала на девалвацију валуте у замену за обнављање политике прихватања стране помоћи. Економија је успела да се опорави 1966. и на крају је порасла на 4,1% током 1966–1969. Велики део тог раста је, међутим, надокнађен чињеницом да је спољна помоћ коју су обећале влада Сједињених Америчких Држава и Међународна банка за обнову и развој (ИБРД), имала за циљ да ублажи краткорочне трошкове прилагођавања либерализованој економији, никада материјализовано. Амерички креатори политике жалили су се на континуирана ограничења наметнута економији. Истовремено, односи Индије-САД су били затегнути због Гандијеве критике америчке кампање бомбардовања у Вијетнаму. Иако се у то време, и деценијама касније, мислило да је политика председника Џонсона да ускрати пошиљке житарица имала за циљ да принуди индијску подршку рату, заправо је била да понуди Индији технологију за проузроковање кише коју је желео да користи као противтежу кинеском поседовању атомске бомбе. У светлу околности, либерализација је постала политички сумњива и убрзо се од ње одустало. Дипломатија житарица и девалвација валуте постали су предмет интензивног националног поноса у Индији. Након горког искуства са Џонсоном, Ганди је одлучила да убудуће не тражи помоћ у храни. Штавише, њена влада је одлучила да никада више не постане тако рањиво зависна од помоћи и марљиво је почела да ствара значајне девизне резерве. Када су залихе хране пале након лоше жетве 1972. године, влада је ставила до знања да користи девизе за комерцијалну куповину америчке пшенице уместо да тражи обнављање помоћи у храни.
Период 1967–75. карактерише социјалистички успон у Индији, који је кулминирао 1976. године званичном декларацијом државног социјализма. Ганди не само да је напустила краткотрајни програм либерализације, већ је и агресивно проширила јавни сектор новим захтевима за лиценцирање и другим ограничењима за индустрију. Започела је нови курс покретањем четвртог петогодишњег плана 1969. године. Влада је циљала раст од 5,7 одсто, а као своје циљеве навела је „раст уз стабилност и прогресивно постизање самопоуздања“. Образложење за свеукупни план био је Гандијев програм у десет тачака из 1967. године. Ово је била њена прва формулација економске политике, шест месеци након доласка на функцију. Програм је наглашавао већу државну контролу економије, уз схватање да контрола владе обезбеђује веће благостање од приватне контроле. Повезан са овом тачком био је и паралелни скуп политика које су имале за циљ да регулишу приватни сектор. До краја 1960-их, преокрет процеса либерализације је завршен, а индијска политика је окарактерисана као „протекционистичка као и увек“.
Да би се позабавила проблемима хране у Индији, Ганди је проширила нагласак на производњу инпута за пољопривреду коју је већ иницирао њен отац, Џавахарлал Нехру. Зелена револуција у Индији је касније кулминирала под њеном владом 1970-их. Она је трансформисала земљу из нације која се у великој мери ослања на увозно жито и склона глади, у државу која је у великој мери могла да се прехрани и која је постала успешна у постизању свог циља безбедности хране. Ганди је имала лични мотив да тежи пољопривредној самодовољности, будући да је зависност Индије од САД за испоруке житарица била понижавајућа.
Економски период 1967–75 постао је значајан као велики талас национализације усред појачане регулације приватног сектора.
Неки други циљеви економског плана за тај период били су да се кроз програм сеоских радова обезбеде минималне потребе заједнице и уклањање личних новчаница племства. И ови, као и многи други циљеви програма из 1967. године, остварени су до 1974-75. Ипак, успех укупног економског плана је ублажен чињеницом да је годишњи раст од 3,3–3,4% у периоду 1969–1974. био испод циљане бројке.

### Пети петогодишњи план
Пети петогодишњи план (1974–79) донесен је у позадини ванредног стања и Програма од двадесет тачака из 1975. То је био економски разлог ванредне ситуације, политички чин који је често био оправдан економским основама. За разлику од пријема Гандијевог ранијег економског плана, овај је критикован јер је „на брзину састављена листа жеља“. Ганди је обећала да ће смањити сиромаштво циљањем на нивое потрошње сиромашних и спровести широке друштвене и економске реформе. Поред тога, Влада је циљала годишњу стопу раста од 4,4% током периода који је био на плану.
Мере ванредног режима су биле у стању да зауставе економске невоље од почетка до средине 1970-их, које су биле поремећене неуспехом жетве, фискалном контракцијом и сломом Бретонвудског система фиксних девизних курсева. Настале турбуленције на девизним тржиштима додатно су наглашене нафтним шоком из 1973. Влада је успела да премаши циљани раст са годишњом стопом раста од 5,0–5,2% током петогодишњег периода плана (1974–79). Економија је расла по стопи од 9% само у периоду 1975–1976, а Пети план је постао први план током којег је приход привреде по глави становника порастао за преко 5%.

### Операција Напред и Шеста петолетка
Ганди је наследила слабу економију када је поново постала премијер 1980. Претходне године — 1979–1980 — под владом Јаната партије била је највећа рецесија (-5,2%) у историји модерне Индије са инфлацијом од 18,2%. Ганди је 1980. године укинула петогодишњи план владе Јаната партије и покренуо Шести петогодишњи план (1980–85). Њена влада је циљала просечну стопу раста од 5,2% током периода који је био на плану. Такође су предузете мере за контролу инфлације; до раних 1980-их био је под контролом по годишњој стопи од око 5%.
Иако је Ганди наставила да исповеда социјалистичка уверења, Шести петогодишњи план се значајно разликовао од година Гарибија Хатаоа. Популистичке програме и политике заменио је прагматизам. Акценат је био на пооштравању јавних расхода, већој ефикасности јавних предузећа, што је Гандијева окарактерисала као „тужна ствар“, и на стимулисању приватног сектора кроз дерегулацију и ослобађање тржишта капитала. Влада је потом покренула Операцију Напред 1982. године, први опрезни покушај реформи. Шести план је постао најуспешнији од петогодишњих планова до сада; показујући просечну стопу раста од 5,7% током 1980–85.

### Инфлација и незапосленост
Током последње пуне године на функцији Лала Бахадура Шастрија (1965), инфлација је у просеку износила 7,7%, у поређењу са 5,2% на крају Гандијевог првог мандата (1977). У просеку, инфлација у Индији је остала испод 7% током 1950-их и 1960-их. Затим се нагло убрзао 1970-их, са 5,5% у 1970–71. на преко 20% до 1973–74, због међународне нафтне кризе. Ганди је 1974. прогласила инфлацију највећим проблемом (25,2%) и осмислио озбиљан антиинфлациони програм. Влада је била успешна у снижавању инфлације током ванредног стања; достижући негативне цифре од −1,1% до краја 1975–76.
Ганди је поново наследила отрцану економију у свом другом мандату; неуспеси у жетви и други нафтни шок касних 1970-их су изазвали поновни раст инфлације. Током кратког времена Чарана Синга на функцији у другој половини 1979. године, инфлација је у просеку износила 18,2%, у поређењу са 6,5% током Гандијеве последње године на власти (1984). Општи економски опоравак под њеном влашћу довео је до просечне стопе инфлације од 6,5% од 1981–82. до 1985–86 – најниже од почетка инфлационих проблема у Индији 1960-их.
Стопа незапослености је остала константна на 9% током деветогодишњег периода (1971–80) пре него што је опала на 8,3% 1983.

## Унутрашња политика

### Национализација
Упркос одредбама, контроли и прописима Банке Индије, већина банака у Индији је и даље била у власништву и под управом приватних лица. Бизнисмени који су били власници банака често су оптужени да каналишу депозите у сопствене компаније и игноришу приоритетно кредитирање сектора . Штавише, постојала је велика огорченост против класног банкарства у Индији, због чега су сиромашни (већина становништва) остали без банковних средстава. Након што је постала премијер, Ганди је изразила своју намеру да национализује банке како би ублажила сиромаштво у раду под насловом „Залутале мисли о национализацији банака“. Лист је добио огромну подршку јавности. Године 1969. Ганди је кренула у национализацију четрнаест великих комерцијалних банака. Након тога, депозити у филијалама банака у јавном сектору порасли су за приближно 800 процената; напредак је направио огроман скок за 11.000 процената. Национализација је такође резултирала значајним повећањем географске покривености банака; број експозитура банака порастао је са 8.200 на преко 62.000, од којих је већина отворена у руралним подручјима где раније није било банака. Тежња национализације не само да је помогла да се повећа штедња домаћинстава, већ је такође обезбедила значајна улагања у неформални сектор, у мала и средња предузећа и у пољопривреду, и значајно је допринела регионалном развоју и експанзији индијске индустријске и пољопривредне производње. база. Џајапракаш Нарајан, која је постала позната по вођству опозиције Гандију 1970-их, је солидно хвалила њену национализацију банака.
Пошто је поново изабран 1971. на платформи за национализацију, Ганди је наставила са национализацијом индустрије угља, челика, бакра, рафинерија, производње памучног текстила и индустрије осигурања. Највише је урађено ради заштите запошљавања и интереса организованог рада. Преостале индустрије приватног сектора стављене су под строгу регулаторну контролу.
Током Индо-пакистанског рата 1971. године, приватне нафтне компаније у страном власништву одбијале су да испоручују гориво индијској морнарици и индијском ваздухопловству. Као одговор, Ганди је национализовао неке нафтне компаније 1973. Међутим, велике национализације су се такође десиле 1974. и 1976. године, формирајући нафтне компаније. Након национализације, нафтне компаније као што су Индијска нафтна корпорација (ИОЦ), Hindustan Petroleum Corporation (HPCL) и Bharat Petroleum Corporation (BPCL) морале су да задрже минималне залихе нафте, да би извршиле испоруке војсци по потреби.

### Администрација
Године 1966. Ганди је прихватила захтеве Акалија да реорганизују Пенџаб по лингвистичким линијама. Јужна половина Пенџаба која говори хинди постала је посебна држава, Харијана, док су брдовита подручја која говоре пахари на североистоку припојена Химачал Прадешу. Тиме се надала да ће спречити растући политички сукоб између хиндуистичких и сик група у региону. Међутим, спорно питање које су Акалији сматрали нерешеним био је статус Чандигарха, просперитетног града на граници Пенџаба и Харијане, који је Ганди прогласио територијом уније коју ће обе државе делити као главни град.
Победа над Пакистаном 1971. консолидовала је индијску моћ у Кашмиру. Ганди је наговестила да она неће правити веће уступке по питању Кашмира. Најистакнутији од кашмирских сепаратиста, шеик Абдулах, морао је да призна индијску контролу над Кашмиром у светлу новог поретка у Јужној Азији. Ситуација је нормализована у годинама након рата након што је Абдулах пристао на споразум са Гандијевом, одустајањем од захтева за плебисцитом у замену за посебан аутономни статус за Кашмир . Године 1975. Ганди је прогласила државу Џаму и Кашмир за саставну јединицу Индије. Сукоб у Кашмиру остао је углавном миран ако је замрзнут под Гандијевим премијерским мандатом.
Године 1972. Ганди је доделила државност Мегалаји, Манипуру и Трипури, док је Агенција за североисточне границе проглашена територијом синдиката и преименована у Аруначал Прадеш. Њена администрација је успешно надгледала прелаз у државност ових територија. Након тога је уследила анексија Сикима 1975.

### Социјалне реформе
Принцип једнаке плате за исти рад и за мушкарце и за жене био је садржан у индијском уставу под Гандијевом администрацијом.
Ганди је довела у питање даље постојање тајних фондова за бивше владаре кнежевских држава. Она се залагала за укидање засновано на једнаким правима за све грађане и потребу да се смањи дефицит прихода владе. Племство је одговорило окупљањем око Јана Сангха и других десничарских партија које су се супротстављале Гандијевим покушајима да укине краљевске привилегије. Предлог за укидање приватних фондова и званично признање титула првобитно је изнет пред парламент 1970. Усвојен је у Лок Сабхи, али није успео да постигне двотрећинску већину у Рајиа Сабхи пошто је недостајао само један глас. Ганди је одговорила издавањем председничке прокламације; одузимање признања кнезовима; са овим повлачењем признања, њихова потраживања на личне финансијска средства су такође правно изгубљена. Међутим, проглас је поништио Врховни суд Индије. Године 1971, Ганди је поново предложила да се укине тајна торбица. Овај пут је успешно усвојен као 26. амандман на Устав Индије.
Ганди је тврдила да само јасна визија, гвоздена воља и најстрожа дисциплина могу искоренити сиромаштво. Увођење ванредног стања 1975. оправдала је у име социјалистичке мисије Конгреса. Наоружан моћи да влада декретом и без уставних ограничења, Ганди је кренула у масивни програм прерасподеле. Одредбе су укључивале брзу примену плафона за земљиште, смештај за раднике без земље, укидање дужничког рада и мораторијум на дугове сиромашних. Северна Индија је била у центру реформи. Милиони хектара земље су набављени и прерасподели. Влада је такође била успешна у набавци кућа за раднике без земље; Према Франсин Франкел, три четвртине од циљаних четири милиона кућа достигнуто је само 1975. године. Ипак, други су оспорили успех програма и критиковали Гандијеву што није учинила довољно да реформише власништво над земљом. Политички економиста, Јиотиндра Дас Гупта, загонетно је питао "…да ли су стварне присталице земљопоседника биле у затвору или на власти?" Критичари су такође оптужили Гандијеву да је изабрала да „говори лево и делује десно“, позивајући се на њене истовремене про-пословне одлуке и настојања. Без обзира на контроверзу око природе реформи, дугорочни ефекти друштвених промена довели су до испољавања пољопривредника средњег ранга из средњих и нижих каста у северној Индији. Успон ових ново оснажених друштвених класа довео је у питање политички естаблишмент Хинди појаса у годинама које долазе.

### Језичка политика
Према Уставу Индије из 1950, хинди је требало да постане званични национални језик до 1965. године. Ово је било неприхватљиво за многе државе у којима се не говори хинди, а које су желеле наставак употребе енглеског у влади. Године 1967. Ганди је увела уставни амандман који је гарантовао дефакто употребу и хиндског и енглеског као службених језика. Ово је успоставило званичну владину политику двојезичности у Индији и задовољило индијске државе које не говоре хинди. Ганди је тако себе успоставила као лидера са паниндијском визијом. Ипак, критичари су тврдили да је њен став заправо имао за циљ да ослаби позицију супарничких лидера Конгреса из северних држава, као што је Утар Прадеш, где је било јаких, понекад насилних, прохиндских агитација. Ганди је изашла из сукоба о језичким питањима уз снажну подршку јужноиндијског становништва.

### Национална безбедност
Касних 1960-их и 1970-их, Ганди је натерала индијску војску да сломи побуне милитантних комуниста у индијској држави Западни Бенгал. Комунистичка побуна у Индији је потпуно угушена током ванредног стања.
Ганди је североисточни регион сматрао важним, због његове стратешке ситуације. Године 1966. устанак у Мизоу се десио против владе Индије и захватио је скоро цео регион Мизорама. Ганди је наредила индијској војсци да покрене масовне узвратне ударе као одговор. Побуна је угушена индијским ваздухопловством које је извело ваздушне нападе на Ајзал; ово остаје једини случај да је Индија извршила ваздушни напад на сопственој територији. Пораз Пакистана 1971. и отцепљење Источног Пакистана као проиндијског Бангладеша довели су до колапса Мизо сепаратистичког покрета. Године 1972, након што су мање екстремистички лидери Мизоа дошли за преговарачки сто, Ганди је унапредила Мизорам на статус синдикалне територије. Побуна мањих размера неких милитаната наставила се до касних 1970-их, али је влада успешно решила то. Мизо сукоб је дефинитивно решен током администрације Гандијевог сина Раџива. Данас се Мизорам сматра једном од најмирнијих држава на североистоку.
Одговарајући на побуну у Нагаланду, Ганди је „покренула снажну војну офанзиву“ 1970-их. Коначно, дошло је до масовног обрачуна са побуњеницима током ванредног стања које је наредила лично Ганди. Побуњеници су убрзо пристали на предају и потписали Шилонгски споразум 1975. Док се споразум сматрао победом индијске владе и окончао сукобе великих размера, од тада је дошло до налета насиља од стране побуњеника и етничких сукоба међу племенима.

### Индијски нуклеарни програм
Ганди је допринела и даље спроводила визију Џавахарлала Нехруа, бившег премијера Индије, да развије свој нуклеарни програм. Ганди је одобрила развој нуклеарног оружја 1967. године, као одговор на тест бр. 6 од стране Народне Републике Кине. Ганди је овај тест видела као кинеско нуклеарно застрашивање и промовисала је Нехруове ставове о успостављању стабилности и безбедносних интереса Индије независно од интереса нуклеарних суперсила.
Програм је зашао у зрелу фазу 1974. године, када је др Раја Рамана известио Гандијеву да Индија има способност да тестира своје прво нуклеарно оружје. Ганди је дала усмено одобрење за овај тест, а припреме су обављене у полигону Покхран индијске војске. Индија је 1974. године успешно извела подземну нуклеарну пробу, незванично кодног назива Насмејани Буда, у близини пустињског села Покхран у Раџастану. Пошто је свет ћутао о овом тесту, из Пакистана је дошао жесток протест пошто је пакистански премијер Зулфикар Али Буто описао тест као „индијску хегемонију“ да би застрашио Пакистан. Као одговор на ово, Буто је покренуо огромну кампању да од Пакистана направи нуклеарну силу. Буто је замолио нацију да се уједини и примењене су пароле попут: „Јешћемо траву или лишће или чак огладнети, али добићемо нуклеарну енергију“. Ганди је упутила писмо Бутоу, а касније и свету, тврдећи да је тест био у мирољубиве сврхе и део посвећености Индије да развије свој програм за индустријску и научну употребу. Упркос интензивним међународним критикама и сталном паду страних инвестиција и трговине, нуклеарни тест је био популаран у земљи. Тест је изазвао моментално оживљавање Гандијеве популарности, која је знатно опала након рата 1971. године.

## Лични живот
Удала се за Ферозеа Гандија са 25 година, 1942. године. Њихов брак је трајао 18 година све док он није умро од срчаног удара 1960. Имали су два сина — Рајива и Сањаја. У почетку, њен млађи син Сањаи је био њен изабрани наследник, али након његове смрти у авионској несрећи у јуну 1980, Ганди је убедила свог невољног старијег сина Раџива да напусти посао пилота и уђе у политику у фебруару 1981. Раџив је преузео дужност премијера након убиства своје мајке 1984. године; био је на функцији до децембра 1989. Сам Раџив Ганди је убијен од стране бомбаша самоубице који је деловао у име LTTE 21. мај 1991.

### Погледи на женска питања
Године 1952. у писму својој америчкој пријатељици Дороти Норман, Ганди је написала: „Ни у ком смислу нисам феминисткиња, али верујем да жене могу све … Ако им се да прилика да се развију, способне Индијке су одмах дошле до врха." Иако ова изјава изгледа парадоксално, она одражава Гандијева комплексна осећања према њеном полу и феминизму. Њено егалитарно васпитање са својим мушким рођацима допринело је њеном осећају природне једнакости. „Летећи змајеве, пењући се на дрвеће, играјући се мермерима са својим рођацима, Индира је рекла да једва да је знала разлику између дечака и девојчице до своје дванаесте године.
Ганди није често разговарала о свом полу, али се бавила женским питањима пре него што је постала премијер. Пре избора за премијерку, постала је активна у организационом крилу Конгресне странке, делом и у Женском одељењу. Године 1956. Ганди је имала активну улогу у оснивању Женске секције Конгресне партије. Није изненађујуће да је велики део њеног учешћа проистицао од њеног оца. Као једино дете, Ганди је природно закорачио у политичко светло. И, као жена, природно је помогла на челу Женске секције Конгресне партије. Често је покушавала да организује жене да се укључе у политику. Иако је реторички Ганди можда покушала да одвоји свој политички успех од свога пола, она се ипак укључила у женске организације. Политичке странке у Индији посветиле су значајну пажњу њеном полу пре него што је постала премијерка, надајући се да ће је искористити за политичку добит. Иако су мушкарци током њеног одрастања окруживали Гандија, она је још као дете имала женске узоре. Неколико књига о Гандијевој помиње њено интересовање за Јованку Орлеанку. У сопственим извештајима кроз своја писма, писала је својој пријатељици Дороти Норман, 1952. написала је: „У око осам или девет година одведена сам у Француску; Жана д'Арк је постала моја велика хероина. Била је једна од првих особа о којима сам читао са ентузијазмом“. Други историчар препричава Индирино поређење себе са Јованком Орлеанком: „Индира је развила фасцинацију Јованком Орлеанком, говорећи својој тетки: 'Једног дана ћу одвести свој народ до слободе баш као што је то урадила Јованка Орлеанка'! Гандијево повезивање са Јованком Орлеанком представља модел за историчаре приликом процене њеног рада и личности. Као што је један писац рекао: „Индијанци су били њена деца; чланови њене породице били су једини људи који су могли да их воде.
Гандијев живот су пратили позиви и покрети за независност Индије од њеног рођења 1917. Тако је до 1947. године већ била дубље инволвирана у политику, а до 1966. године, када је први пут преузела функцију премијера, имала је неколико кабинетских позиција у кабинету свог оца.
Њено залагање за женска права почело је уз њену помоћ у оснивању Женске секције Конгресне партије. Године 1956. написала је у писму: „Због тога много активније учествујем у политици. Морам да обавим доста турнеја да бих основала Женску секцију Конгресне партије, и на бројни важни комитети“. Ганди је провела много времена током 1950-их помажући у организовању жена. Писала је Норману 1959. године, раздражена што су се жене организовале око комунистичког циља, али се нису мобилисале за индијску ствар: „Жене, које сам годинама покушавала да организујем, увек су одбијале да уђу у политику. Сада су на терену“. Ганди није видела сврху феминизма. Она је  приметила да: „С обзиром на прилику да се развијају, способне Индијке су одмах дошле до врха.
Ганди се осећала кривом због немогућности да у потпуности посвети време својој деци. Напоменула је да је њен главни проблем на функцији био како да избалансира своје политичке дужности са бригом о својој деци, и „нагласила да је мајчинство најважнији део њеног живота“ У другом тренутку је ушла у детаље: „За жену је мајчинство највеће испуњење … Донети ново биће на овај свет, видети његово савршенство и сањати о његовој будућој величини је најдирљивије од свих искустава и испуњава човека чудом и узвишеношћу.“
Њене домаће иницијативе нису се нужно позитивно одразиле на жене Индије. Ганди се није посебно трудила да поставља жене на положаје у кабинету. За време свог мандата није поставила ниједну жену у пуноправни чин. Ипак, упркос томе, многе жене виде Гандијеву као симбол феминизма и слику женске моћи.

## Државне почасти
| Одликовање | Одликовање              | Држава          | Датум | Белешка                                                              | Реф.            |
| ---------- | ----------------------- | --------------- | ----- | -------------------------------------------------------------------- | --------------- |
|            | Бхарат ратна            | Индија          | 1971. | Највиша цивилна част Индије.                                         |                 |
|            | Лењинова награда за мир | Совјетски Савез | 1985. | Додељивала га је комисија коју је именовала совјетска влада.         | [ 161 ] [ 162 ] |
|            | Част слободе Бангладеша | Бангладеш       | 2011. | Највиша част Бангладеша која се додељује страним високодостојницима. | [ 163 ]         |

## Наслеђе
Амерички политички ветеран Хенри А. Кисинџер описао је Индиру Ганди као „челичну даму“. Након што је Индију довела до победе против Пакистана у ослободилачком рату Бангладеша 1971. године, председник В. В. Гири доделио јој је највеће цивилно признање Индије, Бхарат Ратна.
Године 2011, Гандијевој је постхумно додељен орден Част слободе Бангладеша, највиша цивилна награда Бангладеша за стране држављане за њен „изузетан допринос“ ослободилачком рату у Бангладешу.
Гандијево главно наслеђе било је чврсто стајање пред америчким притиском да порази Пакистан и претвори Источни Пакистан у независни Бангладеш. Она је такође била одговорна за придруживање Индије групи земаља са нуклеарним оружјем. Иако је Индија званично била део Покрета несврстаних, она је дала индијској спољној политици благи окрет ка совјетском блоку.
Током 1999. Ганди је проглашена за жену миленијума у онлајн анкети коју је организовао Би-Би-Си. Године 2012. била је на седмом месту у анкети о највећем Индијци коју је организовао Outlook India.
Будући да је деценијама био на челу индијске политике, Ганди је оставила снажно наслеђе у индијској политици. Слично томе, неки од њених поступака су такође изазвали контроверзе. Једна од критика наводи да је оштетила унутрашњу партијску демократију у Конгресној странци. Њени изразити критичари је оптужују да је ослабила главне државне министре и тиме ослабила федералну структуру, да је ослабила независност правосуђа и да је ослабила свој кабинет дајући власт свом секретаријату и својим синовима. Ганди је такође повезана са неговањем културе непотизма у индијској политици и у индијским институцијама. Она је такође скоро јединствено повезана са периодом владавине ванредног стања, који су неки описали као „мрачни период“ у индијској демократији. Четрдесет други амандман индијског устава који је усвојен током ванредног стања такође се може сматрати делом њеног наслеђа. Иако су правосудни изазови и владе које нису у Конгресу покушале да смање амандман, амандман и даље стоји.
Она је и даље једина жена која је заузела канцеларију премијера Индије. Године 2020. магазин Тајм је Ганди уврстио међу 100 моћних жена света које су дефинисале прошли век.

## Дела
- My Truth. 1980. ISBN 978-81-709446-8-3.. Orient Paperback.

Књиге о Индири Ганди:
- P. C. Alexander (1991). My Years with Indira Gandhi. Vision Books. ISBN 978-81-709444-2-3.
- Indira Gandhi. ISBN 978-01-433328-8-6.. — H. Y. Sharada Prasad, Penguin India.
- Indira Gandhi – Tryst with Power. ISBN 978-01-430673-5-1.. — Nayantara Sahgal, Penguin India.
- Indira: India's Most Powerful Prime Minister. ISBN 978-93-862283-4-5.. — Sagarika Ghose.